# Enneapterygius vexillarius
Enneapterygius vexillarius es una especie de pez de la familia Tripterygiidae en el orden de los Perciformes.

## Morfología
• Los machos pueden llegar alcanzar los 3,3 cm de longitud total.

## Hábitat
Es un pez de mar  y de clima templado que vive hasta los 11 m de profundidad.

## Distribución geográfica
Se encuentran en las Islas Ryukyu (Japón), Taiwán y Hong Kong (China ).